# Naturschule Aggerbogen
Die Naturschule Aggerbogen ist eine Umweltbildung vermittelnde Einrichtung der Stadt Lohmar im Landschaftsgarten Aggerbogen des Stadtteils Wahlscheid. 

## Lage
Das Gebäude der Naturschule Aggerbogen liegt direkt an der Agger beim überregional bekannten Aggerbogen. Von der Bushaltestelle Wahlscheid-Aueler Hof ist die Naturschule zu Fuß in etwa 5 bis 10 Minuten gut zu erreichen. Dabei kann der Weg der Unterführung unter der Bundesstraße 484 (B 484) gewählt werden. Vom Gang über die B 484 sollte wegen des schnellen Durchgangsverkehrs besonders Kindern abgeraten werden.

## Geschichte
Die Naturschule Aggerbogen unterweist die Menschen seit ca. 1992 in Umweltfragen.

## Funktion
Die Vermittlung von Umweltwissen, von Kenntnissen über Flora und Fauna, aber auch die Beantwortung und Beratung zu alltäglichen Fragen aus dem Themenkomplex Umwelt und Natur für Erwachsene und für Kinder gehören zur Funktion. Besonders Kinder sollen an die Natur herangeführt werden, ob mit Spielen oder spannenden selbst durchgeführten Untersuchungen. Ermöglicht werden Wassergütebestimmungen, Tierbeobachtungen, Wanderungen zu Fuß oder mit dem Boot, der Bau von Nisthilfen u. v. m.

## Action-4-All
Action-4-All ist ein Projekt der Naturschule Aggerbogen in Zusammenarbeit mit lokalen Kooperationspartnern, welches 2005 entwickelt wurde. Von ca. März bis Oktober werden naturnahe Außenaktivitäten für Familien angeboten, wo gezeigt wird, dass Natur erleben, Naturschutz und Freizeitvergnügen keine Gegensätze sein müssen.

## Regionale 2010
Die Regionale 2010 soll über Natur, Umwelt und Mobilität mit Projekten informieren. Im Zuge dessen hat die Stadt Lohmar mit der Naturschule Aggerbogen ein interkommunales Projekt namens KennenLernenUmwelt mit drei Nachbargemeinden gestartet.

## KennenLernenUmwelt
Im Zuge der Regionale 2010 haben die Städte Lohmar, Troisdorf, Overath und Rösrath das gemeinsame Projekt KennenLernenUmwelt gestartet, welches insbesondere Kindern und Jugendlichen die Natur näher bringen soll. Dafür stellt jede Stadt ein Projekt zur gemeinsamen Nutzung zur Verfügung.
- Stadt Lohmar: Naturschule Aggerbogen
- Stadt Overath: Gut Eichthal
- Stadt Rösrath: Schloss Eulenbroich
- Stadt Troisdorf: Burg Wissem

## Weblink
- Naturschule Aggerbogen

Koordinaten: 50° 53′ 28,5″ N, 7° 14′ 48″ O